# Cayeux-sur-Mer
Cayeux-sur-Mer település Franciaországban, Somme megyében. Lakosainak száma 2344 fő (2022. január 1.). Cayeux-sur-Mer Saint-Quentin-en-Tourmont, Woignarue, Brutelles és Lanchères községekkel határos.

## Népesség
A település népességének változása:
| Lakosok száma | 2610 | 2530 | 2523 | 2477 | 2462 | 2445 | 2411 | 2377 | 2344 |
|               | 2013 | 2015 | 2016 | 2017 | 2018 | 2019 | 2020 | 2021 | 2022 |